# Agastache mearnsii
Agastache mearnsii là một loài thực vật có hoa trong họ Hoa môi. Loài này được Wooton & Standl. mô tả khoa học đầu tiên năm 1913.